# 巴西前頷蝴蝶魚
巴西前頜蝴蝶魚，為輻鰭魚綱鱸形目蝴蝶魚科的其中一種。

## 分布
本魚分布於西南大西洋區的巴西海域。

## 深度
水深20至35公尺。

## 特徵
本魚體側扁，吻突出且長，體略呈三角形，體色為銀白色為主，但體上半部逐漸轉變呈金黃色，額部有一褐色鞍狀斑，穿過眼睛延伸至吻部。背鰭、腹鰭和臀鰭黃色，背鰭軟條部具橘色邊緣，尾鰭透明。

## 生態
本魚棲息於珊瑚礁繁盛的礁石與峭壁。

## 經濟利用
可做為觀賞魚。